# Salt Wells Creek
Der Salt Wells Creek ist ein etwa 108 km langer, linker Nebenfluss des Bitter Creek im Südwesten des US-Bundesstaates Wyoming.

## Verlauf
Der Salt Wells Creek entspringt an der Nordflanke des Pine Mountain in den Tepee Mountains im südlichsten Sweetwater County auf einer Höhe rund 2660 m, etwa 75 km nordöstlich von Vernal, 60 km ostnordöstlich von Manila und 60 km südöstlich von Rock Springs. Der Fluss fließt zunächst nach Norden, erhält mit Gap Creek und East Salt Wells Creek größere Zuflüsse und verläuft für etwa 30 km parallel zum Wyoming Highway 430. Nordöstlich von Sweeney Ranch verlässt der Highway das Tal des Salt Wells Creek; der Fluss fließt weiter in nördliche Richtung durch die aride Steppenlandschaft des Wyomingbeckens. Nach leicht mäandrierendem Verlauf wendet sich der Salt Wells Creek vor seiner Mündung nach Nordwesten und mündet einige Kilometer nordöstlich von Rock Springs auf einer Höhe von 1934 m in den hier nach Südwesten fließenden Bitter Creek.

## Hydrologie
Der Salt Wells Creek ist als Nebenfluss des Bitter Creek Teil des Einzugsgebietes des Green River, der über den Colorado River in den Golf von Kalifornien entwässert. Das Einzugsgebiet des Salt Wells Creek umfasst ein Areal von etwa 1400 km² und grenzt an die Einzugsgebiete von Black Butte Creek im Osten, Vermillion Creek im Südosten und Süden, Red Creek im Südwesten sowie Sage Creek und Little Bitter Creek im Westen. Der mittlere Abfluss am Pegel Salt Wells beträgt 0,39 m³/s, die größten Abflüsse finden sich in den Monaten Mai und August. Der Salt Wells Creek weist aufgrund seiner Lage im ariden Wyomingbecken eine periodische Wasserführung auf.

## Belege
1. 1 2 3 4 5  Salt Wells Creek. In: Geographic Names Information System. United States Geological Survey, United States Department of the Interior (englisch).
2. ↑  USGS 09216750 SALT WELLS CREEK NEAR SALT WELLS WY. Abgerufen am 23. Dezember 2024.